# Loi (langue)
Pour les articles homonymes, voir Loi (homonymie).
Le loi ou baloi est une langue bantoue parlée dans les territoires de Bomongo et de Makanza dans la province de l’Équateur en République démocratique du Congo.

## Répartition géographique
Le loi est parlé par les Likila, les Mpundza, les Bobena et les Ngele (Bangɛlɛ́) avec quelques variations dialectales dans la région occupant les deux rives de l’Ubangi de son confluent avec la Ngiri jusqu’à la frontière nord avec le zamba,.

## Dialectes
Motingea (1990) étudie le parler des Likila et Motingea (1996) le parler des Mpundza.